# Henry III của Anh
Henry III của Anh (1 tháng 10 năm 1207 - 16 tháng 11 năm 1272), còn được gọi là Henry Winchester, là vua của nước Anh, Lãnh chúa của Ireland và Công tước xứ Aquitaine từ năm 1216 cho đến khi ông qua đời. Là con trai của vua John và Isabella của Angoulême,. Henry lên ngôi vua lúc lên 9 ở giữa của cuộc chiến tranh các nam tước đầu tiên. Đức Hồng y Guala tuyên bố cuộc chiến chống lại các nam tước nổi loạn là một cuộc thập tự chinh tôn giáo và các lực lượng Henry, do William Marshal chỉ huy, đánh bại quân nổi dậy ở các trận đánh của Lincoln và Sandwich trong 1217. Henry hứa sẽ tuân thủ Đại hiến chương 1225, trong đó hạn chế quyền lực hoàng gia và bảo vệ quyền của các nam tước lớn. Giai đoạn đầu thời kỳ cai trị của ông đã được chi phối bởi Hubert de Burgh và sau đó Peter des Roches, những người tái lập vương quyền sau chiến tranh. Trong năm 1230 nhà vua đã cố gắng chiếm lại các tỉnh của nước Pháp đã từng thuộc về cha mình, nhưng cuộc xâm lược là một thất bại. Một cuộc nổi dậy do con trai William Marshal, Richard, nổ ra vào năm 1232, kết thúc bằng một hiệp định hòa bình thương lượng của Giáo hội.

## Sách tham khảo
- Aurell, Martin (2003). L'Empire de Plantagenêt, 1154–1224 (bằng tiếng Pháp). Paris, France: Tempus. ISBN 978-2-262-02282-2.
- Beeler, John (1972). "Military Developments from Prehistoric Times to 1485". Trong Higham, Robin (biên tập). A Guide to the Sources of British Military History. London, UK: Routledge and Keegan Paul. tr. 43–64. ISBN 978-0-7100-7251-1.
- Bolton, Jim L. (2012). Money in the Medieval English Economy: 973–1489. Manchester, UK: Manchester University Press. ISBN 978-0-7190-5040-4.
- Bradbury, Jim (1998). Philip Augustus, King of France 1180–1223. London, UK: Longman. ISBN 978-0-582-06058-6.
- Carpenter, D. A. (1990). The Minority of Henry III. Berkeley, US and Los Angeles, US: University of California Press. ISBN 978-0-520-07239-8.
- Carpenter, David (1996). The Reign of Henry III. London, UK: Hambledon Press. ISBN 1-85285-137-6.
- Carpenter, David (2004). The Struggle for Mastery: The Penguin History of Britain 1066–1284. London, UK: Penguin. ISBN 978-0-14-014824-4.
- Carpenter, David (2005). "The Meetings of Kings Henry III and Louis IX". Trong Prestwich, Michael; Britnell, Richard; Frame, Robin (biên tập). Thirteenth Century England: Proceedings of the Durham Conference, 2004. Quyển 10. Woodbridge, UK: Boydell Press. tr. 1–30. ISBN 978-1-84383-122-8.
- Clanchy, M. T. (1998). England and its Rulers: 1066–1307 (ấn bản thứ 3). Oxford, UK: Blackwell Publishing. ISBN 978-1-4051-0649-8.
- Cole, Virginia A. (2002). "Ritual Charity and Royal Children in 13th Century England". Trong Rollo-Koster, Joëlle (biên tập). Medieval and Early Modern Ritual: Formalized Behavior in Europe, China and Japan. Leiden, the Netherlands: BRILL. tr. 221–241. ISBN 978-90-04-11749-5.
- Davies, R. R. (2006). Domination and Conquest: the Experience of Ireland, Scotland and Wales 1100–1300. Cambridge, UK: Cambridge University Press. ISBN 978-0-521-02977-3.
- Davis, John Paul (2013). The Gothic King: a Biography of Henry III. London, UK: Peter Owen. ISBN 978-0-7206-1480-0.
- Duffy, Mark (2003). Royal Tombs of Medieval England. Stroud, UK: Tempus. ISBN 978-0-7524-2579-5.
- Eaglen, R. J. (1992). "The Evolution of Coinage in Thirteenth-Century England". Trong Coss, Peter R.; Lloyd, Simon D. (biên tập). Thirteenth Century England: Proceedings of the Newcastle upon Tyne Conference, 1991. Quyển 4. Woodbridge, UK: Boydell Press. tr. 15–24. ISBN 0-85115-325-9.
- Frame, Robin (1992). "King Henry III and Ireland: the Shaping of a Peripheral Lordship". Trong Coss, Peter R.; Lloyd, Simon D. (biên tập). Thirteenth Century England: Proceedings of the Newcastle upon Tyne Conference, 1991. Quyển 4. Woodbridge, UK: Boydell Press. tr. 179–202. ISBN 0-85115-325-9.
- Fritts, Stephanie (2008). "Henry III of England". Trong Ruud, Jay (biên tập). Critical Companion to Dante: a Literary Reference to his Life and Work. New York City: Facts on File. tr. 466. ISBN 978-0-8160-6521-9.
- Gillingham, John (1984). The Angevin Empire (ấn bản thứ 1). London, UK: Edward Arnold. ISBN 0-7131-6249-X.
- Goebel, Stefan (2007). The Great War and Medieval Memory: War, Remembrance and Medievalism in Britain and Germany, 1914–1940. Cambridge, UK: Cambridge University Press. ISBN 978-0-521-85415-3.
- Goodall, John (2011). The English Castle. New Haven, US and London, UK: Yale University Press. ISBN 978-0-300-11058-6.
- Hallam, Elizabeth M.; Everard, Judith A. (2001). Capetian France, 987–1328 (ấn bản thứ 2). Harlow, UK: Longman. ISBN 978-0-582-40428-1.
- Hillaby, Joe (2003). "Jewish Colonisation in the Twelfth Century". Trong Skinner, Patricia (biên tập). Jews in Medieval Britain. Woodbridge, UK: Boydell Press. tr. 15–40. ISBN 978-1-84383-733-6.
- Hillen, Christian (2007). "The Minority Governments of Henry III, Henry (VII) and Louis IX Compared". Trong Weiler, Björn K.; Burton, Janet E.; Schofield, Phillipp R. (biên tập). Thirteenth Century England: Proceedings of the Gregynog Conference, 2005. Quyển 11. Woodbridge, UK: Boydell Press. tr. 46–60. ISBN 978-1-84383-285-0.
- Holt, James Clarke (1984). "The Loss of Normandy and Royal Finance". Trong Holt, James Clarke; Gillingham, John (biên tập). War and Government in the Middle Ages: Essays in Honour of J. O. Prestwich. Woodbridge, UK: Boydell Press. tr. 92–105. ISBN 978-0-389-20475-6.
- Howell, Margaret (1992). "The Children of King Henry III and Eleanor of Provence". Trong Coss, Peter R.; Lloyd, Simon D. (biên tập). Thirteenth Century England: Proceedings of the Newcastle upon Tyne Conference, 1991. Quyển 4. Woodbridge, UK: Boydell Press. tr. 57–72. ISBN 0-85115-325-9.
- Howell, Margaret (2001). Eleanor of Provence: Queenship in Thirteenth-Century England. Oxford, UK: Blackwell Publishers. ISBN 978-0-631-22739-7.
- Jobson, Adrian (2012). The First English Revolution: Simon de Montfort, Henry III and the Barons' War. London, UK: Bloomsbury. ISBN 978-1-84725-226-5.
- Kalof, Linda (2007). Looking at Animals in Human History. London, UK: Reaktion Books. ISBN 978-1-86189-334-5.
- Lewis, Suzanne (1987). The Art of Matthew Paris in the Chronica Majora. Berkeley, US and Los Angeles, US: University of California Press. ISBN 978-0-520-04981-9.
- Maddicott, J. R. (2004). Simon de Montfort. Cambridge, UK: Cambridge University Press. ISBN 978-0-521-37636-5.
- Maier, Christoph T. (2003). Preaching the Crusades: Mendicant Friars and the Cross in the Thirteenth Century. Cambridge, UK: Cambridge University Press. ISBN 978-0-521-63873-9.
- Mayr-Harting, Henry (2011). Religion, Politics and Society in Britain, 1066–1272. Harlow, UK: Longman. ISBN 978-0-582-41413-6.
- McGlynn, Sean (2013). Blood Cries Afar: the Forgotten Invasion of England, 1216. Stroud, UK: The History Press. ISBN 978-0-7524-8831-8.
- Moss, V. D. (2007). "The Norman Exchequer Rolls of King John". Trong Church, Stephen D. (biên tập). King John: New Interpretations. Woodbridge, UK: Boydell Press. tr. 101–116. ISBN 978-0-85115-947-8.
- Pounds, Nigel J. G. (1994). The Medieval Castle in England and Wales: a Social and Political History. Cambridge, UK: Cambridge University Press. ISBN 978-0-521-45099-7.
- Ridgeway, Huw (1988). "King Henry III and the 'Aliens', 1236–1272". Trong Coss, Peter R.; Lloyd, Simon D. (biên tập). Thirteenth Century England: Proceedings of the Newcastle upon Tyne Conference, 1987. Quyển 2. Woodbridge, UK: Boydell Press. tr. 81–92. ISBN 978-0-85115-513-5.
- Robson, Michael (2010). "The Greyfriars of Lincoln, c.1230–1330: the Establishment of the Friary and the Friars' Ministry and Life in the City and its Environs". Trong Robson, Michael; Röhrkasten, Jens (biên tập). Franciscan Organisation in the Mendicant Context: Formal and Informal Structures of the Friars' Lives and Ministry in the Middle Ages. Berlin, Germany: Lit. tr. 119–146. ISBN 978-3-643-10820-3.
- Senocak, Neslihan (2012). The Poor and the Perfect: the Rise of Learning in the Franciscan Order, 1209–1310. New York City: Cornell University Press. ISBN 978-0-8014-6471-3.
- Spufford, Peter (1989). Money and its Use in Medieval Europe. Cambridge, UK: Cambridge University Press. ISBN 978-0-521-37590-0.
- Stacey, Robert C. (1997). "Parliamentary Negotiation and the Expulsion of the Jews from England". Trong Prestwich, Michael; Britnell, Richard H.; Frame, Robin (biên tập). Thirteenth Century England: Proceedings of the Durham Conference, 1995. Quyển 6. Woodbridge, UK: Boydell Press. tr. 77–102. ISBN 978-0-85115-674-3.
- Stacey, Robert C. (2003). "The English Jews Under Henry III: Historical, Literary and Archaeological Perspectives". Trong Skinner, Patricia (biên tập). Jews in Medieval Britain. Woodbridge, UK: Boydell Press. tr. 41–54. ISBN 978-1-84383-733-6.
- Turner, Ralph V. (2009). King John: England's Evil King?. Stroud, UK: History Press. ISBN 978-0-7524-4850-3.
- Tyerman, Christopher (1996). England and the Crusades, 1095–1588. Chicago, US: University of Chicago Press. ISBN 978-0-226-82013-2.
- Vincent, Nicholas (2006). The Holy Blood: King Henry III and the Westminster Blood Relic. Cambridge, UK: Cambridge University Press. ISBN 978-0-521-02660-4.
- Vincent, Nicholas (2007). "Isabella of Angoulême: John's Jezebel". Trong Church, Stephen D. (biên tập). King John: New Interpretations. Woodbridge, UK: Boydell Press. tr. 165–219. ISBN 978-0-85115-947-8.
- Warren, W. Lewis (1991). King John. London, UK: Methuen. ISBN 0-413-45520-3.
- Weiler, Björn K. U. (1999). "Henry III's Plans for a German Marriage and their Context". Trong Prestwich, Michael; Britnell, Richard; Frame, Robin (biên tập). Thirteenth Century England: Proceedings of the Durham Conference, 1997. Quyển 7. Woodbridge, UK: Boydell Press. tr. 173–188. ISBN 978-0-85115-719-1.
- Weiler, Björn K. U. (2012). Henry III of England and the Staufen Empire, 1216–1272. Paris: Royal Historical Society: Boydell Press. ISBN 978-0-86193-319-8.
- Wild, Benjamin L. (2011). "A Captive King: Henry III Between the Battles of Lewes and Evesham 1264-5". Trong Burton, Janet E.; Lachaud, Frédérique; Schofield, Phillipp R.; Stöber, Karen; Weiler, Björn K. (biên tập). Thirteenth Century England: Proceedings of the Paris Conference 2009. Quyển 13. Woodbridge, UK: Boydell Press. tr. 41–56. ISBN 978-1-84383-618-6.